# Богин, Владимир Георгиевич
Владимир Георгиевич Бо́гин (22 декабря 1946, Саратов — 7 мая 2017, Москва) — советский и российский актёр театра и кино. Народный артист Российской Федерации (2001), лауреат Государственной премии СССР (1986).

## Биография
Владимир Богин родился 22 декабря 1946 года в Саратове.
В Саратове занимался в Народном театре чтеца под руководством актёра саратовского ТЮЗа, заслуженного работника культуры РСФСР Н. Л. Курьякова.
Поступил в Высшее театральное училище имени М. С. Щепкина, на курс М. И. Царёва. После его окончания был приглашён работать в Русский драматический театр им. А. С. Грибоедова в Тбилиси. Владимир Богин с успехом исполнял в театре ряд ролей классического и современного репертуара.
С ноября 1971 года Владимир Богин — артист Государственного академического Малого театра России. Владимир Богин также снимался и в кино, отдавая предпочтение экранизациям русской классики.
Жена — актриса театра и кино, заслуженная артистка РФ Алла Михайловна Богина (1945—2024).
Умер 7 мая 2017 года. Похоронен на Троекуровском кладбище в Москве.

## Признание и награды
- Государственная премия СССР (1986) — за исполнение роли Евгения Васильевича Базарова в фильме «Отцы и дети» (1983)[2]
- Заслуженный артист РСФСР (1991)[5]
- Народный артист Российской Федерации (2001)[2]

## Творчество

### Роли в театре
- 1972 — «Твой дядя Миша» Г. Мдивани — Семён
- 1973 — «Царь Фёдор Иоаннович» А. К. Толстого — Чудовский архимандрит
- 1975 ― «Конёк-горбунок» П. П. Ершова ― Данила
- 1975 — «Вечерний свет» А. Арбузова — Володя Михно
- 1977 — «Дачники» М. Горького — Влас
- 1977 — «Заговор Фиеско в Генуе» Ф. Шиллера — Бургоньино
- 1977 — «Горе от ума» А. С. Грибоедова — Чацкий
- 1979 — «Царь Федор Иоаннович» А. К. Толстого — Андрей Шуйский
- 1978 — «Возвращение на круги своя» И. Друцэ — Валентин Булгаков
- 1983 — «Картина» Д. Гранина — Илья Самсонович
- 1985 — «Зыковы» М. Горького — Михаил Зыков
- 1980 — «Берег» Ю. Бондарева — Княжко
- 1980 — «Ивушка неплакучая» М. Алексеева — Филипп Иванович
- 1980 — «Царь Фёдор Иоаннович» А. К. Толстого — Шаховской
- 1987 — «Царь Федор Иоаннович» А. К. Толстого — стольник
- 1988 — «Леший» А. П. Чехова — Желтухин
- 1990 — « …И аз воздам» С. Кузнецова — Пётр Войков
- 1991 — «Убийство Гонзаго» Н. Йорданова — Горацио
- 1992 — «Обрыв» И. А. Гончарова — Марк Волохов
- 1993 — «Царь Фёдор Иоаннович» А. К. Толстого — князь Иван
- 1993 — «Не было ни гроша, да вдруг алтын» А. Н. Островского — Петрович
- 1995 — «Царь Иоанн Грозный» А. К. Толстого — Михайло Нагой
- 1996 — «Царь Иоанн Грозный» А. К. Толстого — князь Бельский
- 1996 — «Чайка» А. П. Чехова — Медведенко
- 1997 — «Тайны Мадридского двора» Э. Скриба и Е. Легуве — Франциск I
- 1998 — «Вишнёвый сад» А. П. Чехова — Лопахин
- 2002 — «Царь Иоанн Грозный» А. К. Толстого — князь Шуйский
- 2007 — «Дмитрий Самозванец и Василий Шуйский» А. Н. Островского — Пётр Басманов
- 2009 — «Царь Борис» А. К. Толстого — Луп-Клешнин
- 2010 — «Последняя жертва» А. Н. Островского — Фрол Федулыч Прибытков

### Фильмография
- 1972 — Былое и думы — Языков
- 1973 — Детство. Отрочество. Юность — Зухин, студент
- 1973 — Таланты и поклонники — Пётр Егорыч Мелузов
- 1975 — На всю оставшуюся жизнь… — Нифонов
- 1977 — Доходное место — Василий Николаевич Жадов
- 1977 — Хождение по мукам — Иван Гора
- 1980 — Заговор Фиеско в Генуе (фильм-спектакль) ― Бургоньино
- 1981 — Вызов (фильм-спектакль) ― Николай Андреевич Титаренко, лесник
- 1981 — Царь Фёдор Иоаннович (фильм-спектакль) — архимандрит Чудовский
- 1983 — Отцы и дети — Евгений Васильевич Базаров
- 1986 — Первый парень — Станислав Сергеевич Молодцов, руководитель студенческого отряда
- 1987 — Воскресный день в аду ― Денис, советский моряк, узник концлагеря (озвучил Евгений Бочаров)
- 1987 — Зыковы (фильм-спектакль) — Михаил Зыков
- 1998 — Чайка (фильм-спектакль) — Семён Семёнович Медведенко